# Rhamdia muelleri
Rhamdia muelleri är en fiskart som först beskrevs av Günther, 1864.  Rhamdia muelleri ingår i släktet Rhamdia och familjen Heptapteridae. Inga underarter finns listade i Catalogue of Life.